# 한스 에곤 홀투젠
한스 에곤 홀투젠(Hans Egon Holthusen, 1913년 4월 15일 ~ 1997년 1월 21일)은 현대 독일의 문예비평가이다.
릴케의 연구로 학위를 받은(1937) 후 사병으로 종군(1939-1944), 전후에는 먼저 시인으로 출발하면서 평론을 썼으나 그의 전문분야는 시인으로서보다는 오히려 현대독일의 지도적인 문예비평가로서의 활동에서 엿볼 수 있다.
그의 비평에 있어서의 출발점의 하나로 지적되는 것은 영국·프랑스의 고도로 발전한 문학 연구방법과 불모이며 융통성이 없는 독일 문예학·문학비평 사이에 가교(架橋)를 시도하는 것이며, 이 입장에서 현대 독일문학에 대한 예리한 정황분석(情況分析)을 행하여 새로운 방향을 제시하고 유능한 젊은 시인을 발굴하기에 힘썼다.
주요한 저작으로는 <만년의 릴케> <초월 없는 세계>(둘다 1949), <살 집 없는 인간>(1951, 증판 1955), <미(美)와 진(眞)>(1958), <근대예술의 전위주의와 미래>(1964) 등이 있다.